# 旧金山缆车博物馆

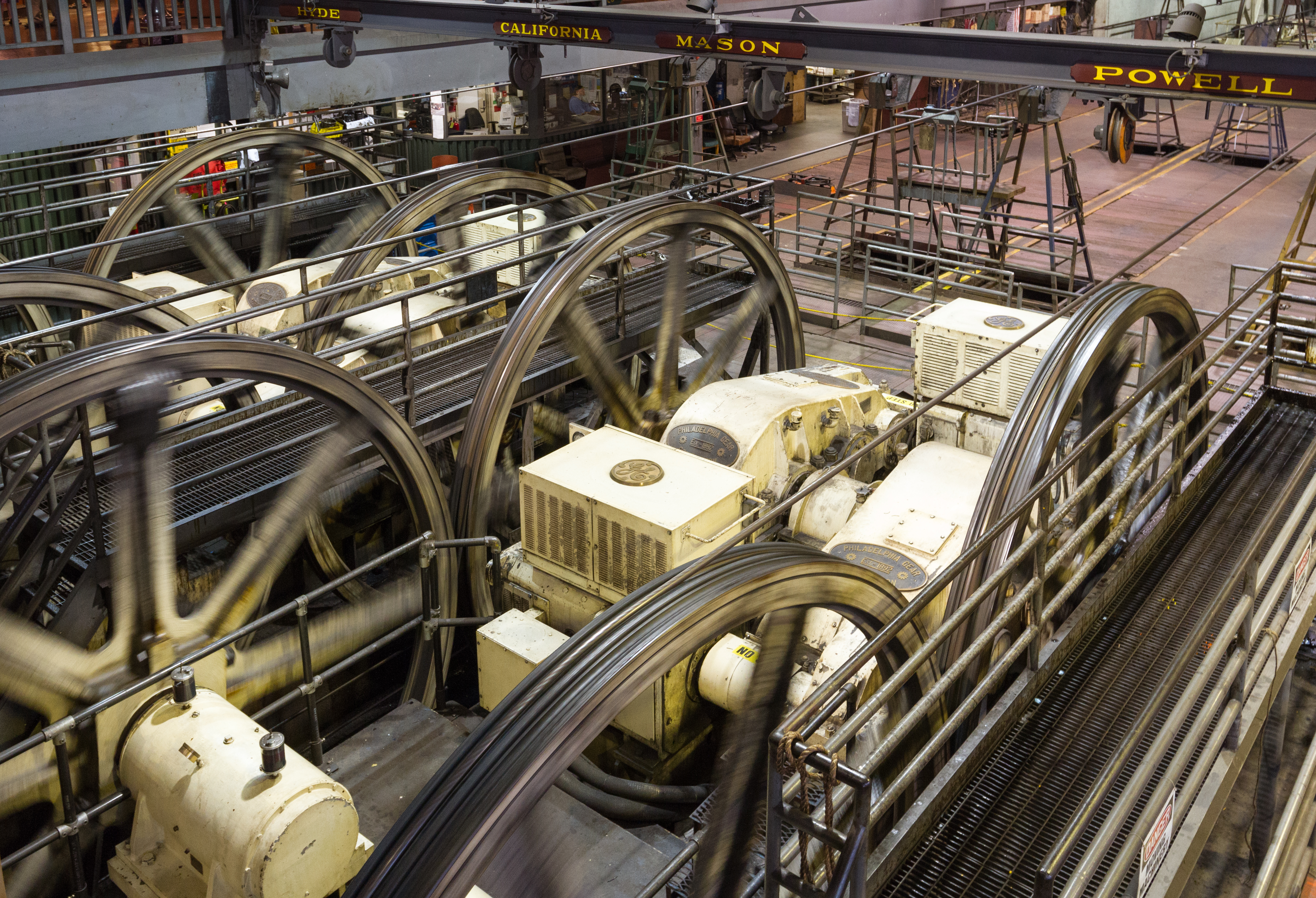

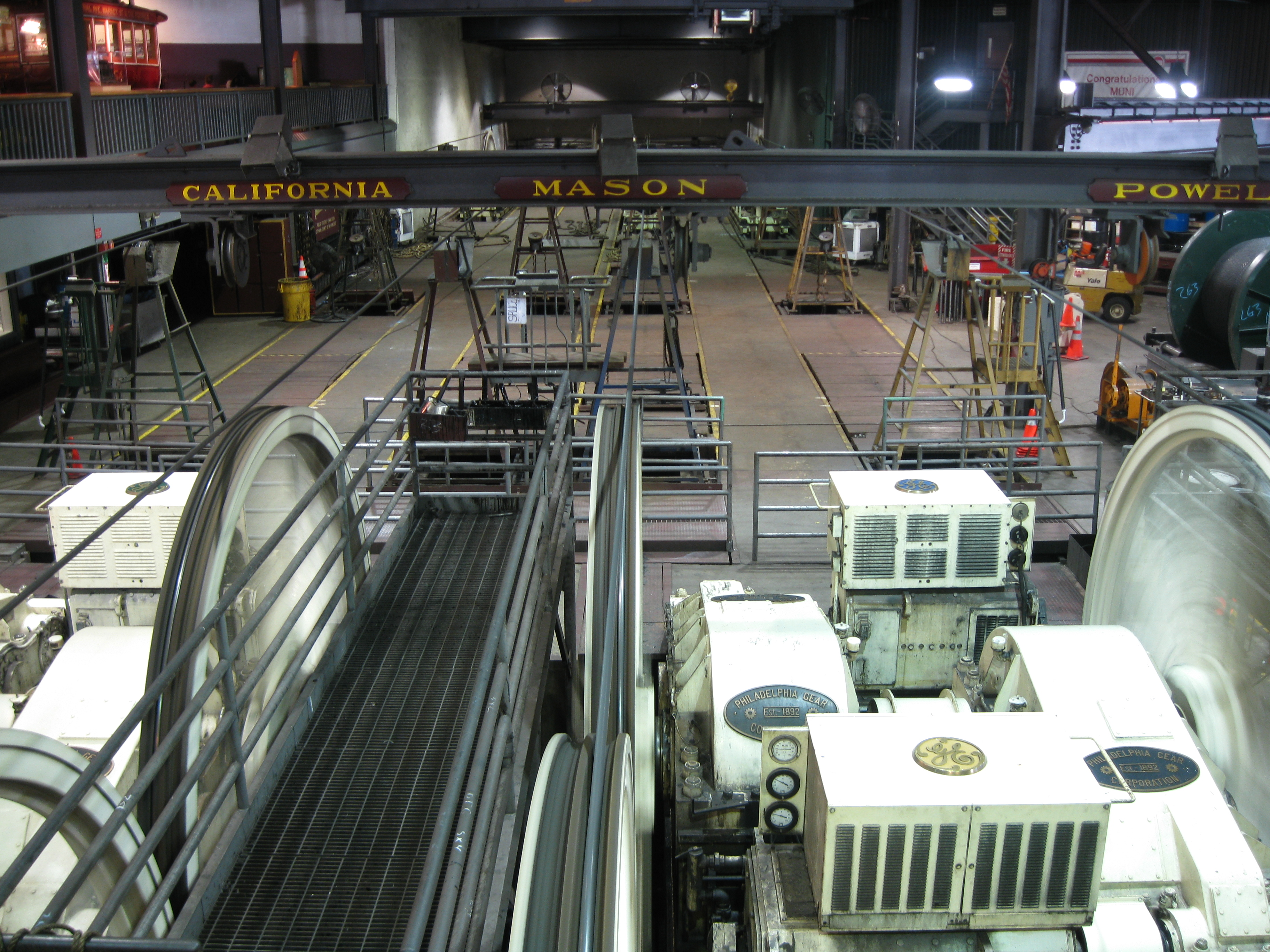

旧金山缆车博物馆（San Francisco Cable Car Museum）是美国加州旧金山的一个免费博物馆，位于诺布山社区美臣街1201号，與對街的鄧月薇華人康樂中心（Betty Ann Ong Chinese Recreation Center）相望，展示旧金山缆车系统的历史和解释性展品，包括一些旧缆车。

## 历史
博物馆成立于1974年，由缆车博物馆之友经营。开放时间为上午10点，关闭时间为下午6点（4-9月）或5点（10-3月）。